# Midway (Kentucky)
Midway è un comune degli Stati Uniti d'America, situato nello Stato del Kentucky, nella contea di Woodford.